# Sopa de gansos
Sopa de gansos fue un programa de televisión español humorístico, conducido por los cómicos Florentino Fernández y Dani Martínez y producido por 100 Balas. Desde el 18 de marzo de 2015 y hasta el 27 de agosto de 2015 se emitió en Cuatro.
En abril de 2015, tras la emisión de los cuatro primeros programas, se confirmó que las entregas restantes terminarían de emitirse en verano.

## Formato
En el espacio se suceden actuaciones humorísticas de diferentes cómicos del panorama artístico español.

## Audiencias
| Temporada | Temporada | Episodios | Estreno             | Final                | Audiencia media | Audiencia media | Audiencia media |
| Temporada | Temporada | Episodios | Estreno             | Final                | Espectadores    | Cuota           |                 |
| --------- | --------- | --------- | ------------------- | -------------------- | --------------- | --------------- | --------------- |
|           | 1         | 13        | 18 de marzo de 2015 | 27 de agosto de 2015 | 808 000         | 6,4%            |                 |